# Collectif Waow
 (février 2019).
 (janvier 2019).
Le collectif Waow, est un collectif d'artistes né en 1984 et dissout en 1991.
Les quatre membres du collectif ont pour démarche artistique de travailler sur l'eau sous toutes ses formes dans chacune de leurs œuvres. Les lettres W.A.O.W. signifient Wonderful Artists Of Water.

## Historique
Le collectif Waow est fondé en 1984 par Patrick Boury et Alexandre Lamarche à leur sortie de l'École des Beaux-Arts de Paris. Cependant la première évocation du nom du collectif date de 1982, dans une interview de Patrick Boury pour la revue Derrière le Miroir. L'objectif initial était alors de réunir des fonds afin de réaliser un Court métrage baptisé Le Fil de l'eau.
Ils furent finalement rejoints en 1987 et 1988 par les deux artistes contemporains Valérie Monarque et Tobias McGuire et ne sortirent ce court métrage qu'en 1989 sous le titre Le Fil mais réalisèrent une vingtaine de performances, vidéos et photographies avant de dissoudre le collectif en 1991, à la suite d'une dispute entre Alexandre Lamarche et le reste du groupe. Hormis lui, aucun des membres n'a poursuivi de carrière artistique après cette date.

### Biographie des membres

#### Alexandre Lamarche
Alexandre Lamarche est un des membres fondateurs du collectif. Il a étudié à l'ENSBA en peinture puis en gravure. Il est très influencé par la Nouvelle Vague Japonaise et par le travail de Hiroshi Teshigahara, notamment La femme des sables auquel il fait référence dans son court métrage Bucket Of Sea en 1985.
Il voulut organiser un happening au Chicago 1992 World’s Fair, ce qui provoqua une dispute et la dissolution du collectif. Lamarche continua sa carrière artistique jusqu'en 1994.

#### Patrick Boury
Patrick Boury a étudié à l'ENSBA en gravure. Il a donné en 1982 une interview pour la revue artistique Derrière le Miroir où il parle en détail de son intérêt pour l'eau et pour sa passion pour le travail de Jean Tinguely.
Il a joué comme figurant dans le film Le Pactole de Jean-Pierre Mocky en 1984.

#### Tobias McGuire
Tobias McGuire a étudié aux Arts Décoratifs de Paris pour mener une carrière de photographe dans un studio à Paris puis au Brésil. Il rejoint le collectif en 1988. Cependant à la manière de Tino Sehgal, McGuire a décidé en 1997 de faire disparaître toute trace de son travail artistique, allant jusqu'à effacer son nom des galeries dans lesquelles il a exposé. Son travail en dehors du collectif Waow semble donc inexistant. On retiendra de lui une citation de André Cadere faite au Centre Pompidou lors de l'inauguration de l'exposition Magiciens de La Terre en 1989 : L'artiste ici, ce n'est pas moi, c'est mon travail. C'est lui le vrai héros.

#### Valérie Monarque
Valérie Monarque est une actrice et une photographe née en 1965. Elle eut une relation avec Alexandre Lamarche entre 1982 et 1991. Elle a contribué par courrier au recueil de témoignages de Nancy Fraser Le féminisme en mouvements.

## Influences du collectif
Francis Alÿs déclare dans une interview avoir été très marqué par le travail du collectif et que sa pièce Watercolor était pour lui un hommage à la performance vidéo Bucket of Sea.
En 2005, l'écrivain Hongrois Győző Határ mentionne l'influence du collectif Waow en Europe de l'Est avant la chute du mur de Berlin.
En 2011, le peintre Pierre Soulages déclare dans une interview avoir été marqué, lors d'une rencontre avec Alexandre Lamarche en 1986, par le discours qu'il tenait sur la lumière et sur l'obscurité.
En 2011, l'artiste Emmanuel Dubois propose une rétrospective du collectif Waow dans la Galerie d'art Gilbert et George.